# Сан-Жуан-Батишта (Каштелу-ди-Види)
Сан-Жуа́н-Бати́шта (порт. São João Baptista) — район (фрегезия) в Португалии, входит в округ Порталегри. Является составной частью муниципалитета Каштелу-ди-Види. По старому административному делению входил в провинцию Алту-Алентежу. Входит в экономико-статистический субрегион Алту-Алентежу, который входит в Алентежу. Население составляет 1034 человека на 2001 год. Занимает площадь 76,11 км².